# Meidlinger Hauptstraße
Die Meidlinger Hauptstraße ist die Hauptgeschäftsstraße des 12. Wiener Gemeindebezirkes, Meidling, und heute größtenteils Fußgängerzone.

## Verlauf und Charakteristik
Die Meidlinger Hauptstraße verläuft in zentraler Lage Meidlings zwischen
- der Lobkowitzbrücke über den Wienfluss, der U-Bahn-Station Meidling Hauptstraße (U4) und der Schönbrunner Straße im Norden und
- der höher gelegenen Philadelphiabrücke über die Südbahn mit dem Bahnhof Wien Meidling (dem südlichen Endpunkt der S-Bahn-Stammstrecke) in der Eichenstraße und der bis 2013 so genannten U-Bahn-Station Philadelphiabrücke (U6) im Süden.

Die rund 1 km lange Straße führt, abgesehen von einer kleinen Verschwenkung beim Meidlinger Platzl im nördlichsten Abschnitt (dort Einmündung von Arndtstraße und Niederhofstraße [mit Autobuslinien 10A und 63A], beide vom Osten kommend), in gerader Linie bergauf gegen den Wienerberg. Vom Meidlinger Platzl südwärts besteht eine Fußgängerzone. Im gesamten Verlauf der Straße dominieren Geschäftslokale die Erdgeschoße der Häuser.
Im öffentlichen Verkehr wird die Straße vor allem von den genannten U-Bahn-Stationen an beiden Enden bedient, die auch von mehreren Autobuslinien angefahren werden. Die Philadelphiabrücke ist außerdem Haltestelle der Straßenbahnlinie 62 und der Lokalbahn Wien–Baden.
Autofahrer können von der Eichenstraße nordwärts zur Sechtergasse und von der Niederhofstraße nordwärts zur Schönbrunner Straße (10A, 63A) die Hauptstraße im Einbahnverkehr nutzen (Zufahrtsschleifen). Die Fußgängerzone wurde vom Meidlinger Platzl nordwestwärts durch die Theresienbadgasse bis zur Hufelandgasse verlängert. 2014 bis 2017 wurde die Fußgängerzone erneuert, der Oberflächenbelag neu gestaltet, es wurden Sitzbänke aufgestellt und Bäume gepflanzt. Schlanke Lichtsäulen erhöhen das Sicherheitsgefühl, durch den Rückbau von Stufen beim Meidlinger Platzl wurde weitgehende Barrierefreiheit der Zone erreicht. Die Meidlinger Hauptstraße wird von den Straßenzügen Tivoligasse / Reschgasse, Bonygasse und Pohlgasse / Rauchgasse (Autobuslinie 9A) gekreuzt; weitere Gassen münden beidseitig versetzt ein.
Abgesehen von wenigen gründerzeitlichen Bauten aus der Zeit um 1900 und einigen ebenerdigen Häusern aus dem 19. Jahrhundert besteht die Verbauung überwiegend aus Wohn- und Geschäftshäusern, die nach 1945 errichtet wurden.

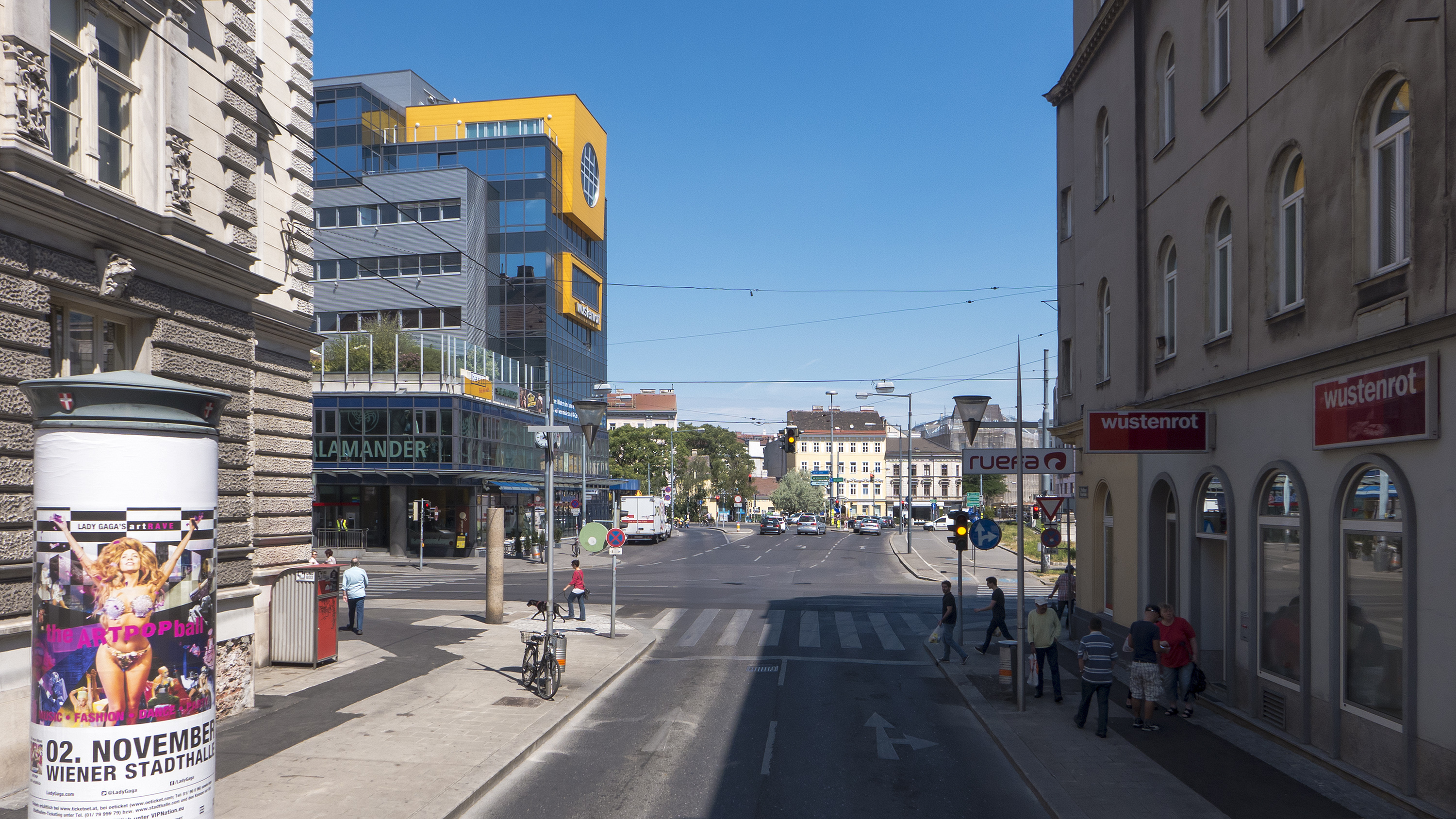
Das nördliche Ende bei der Schönbrunner Straße
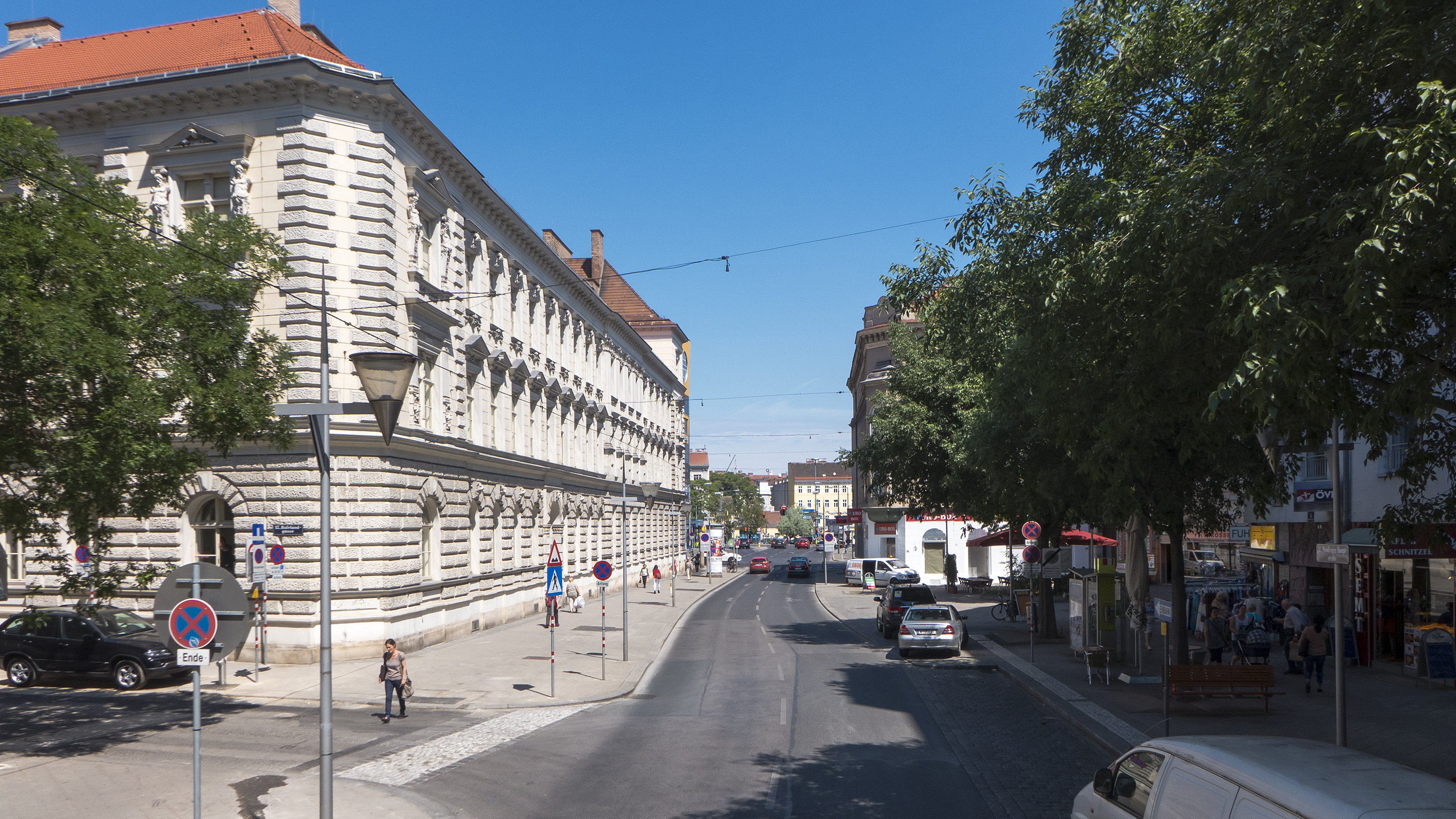
Bei der Hufelandgasse
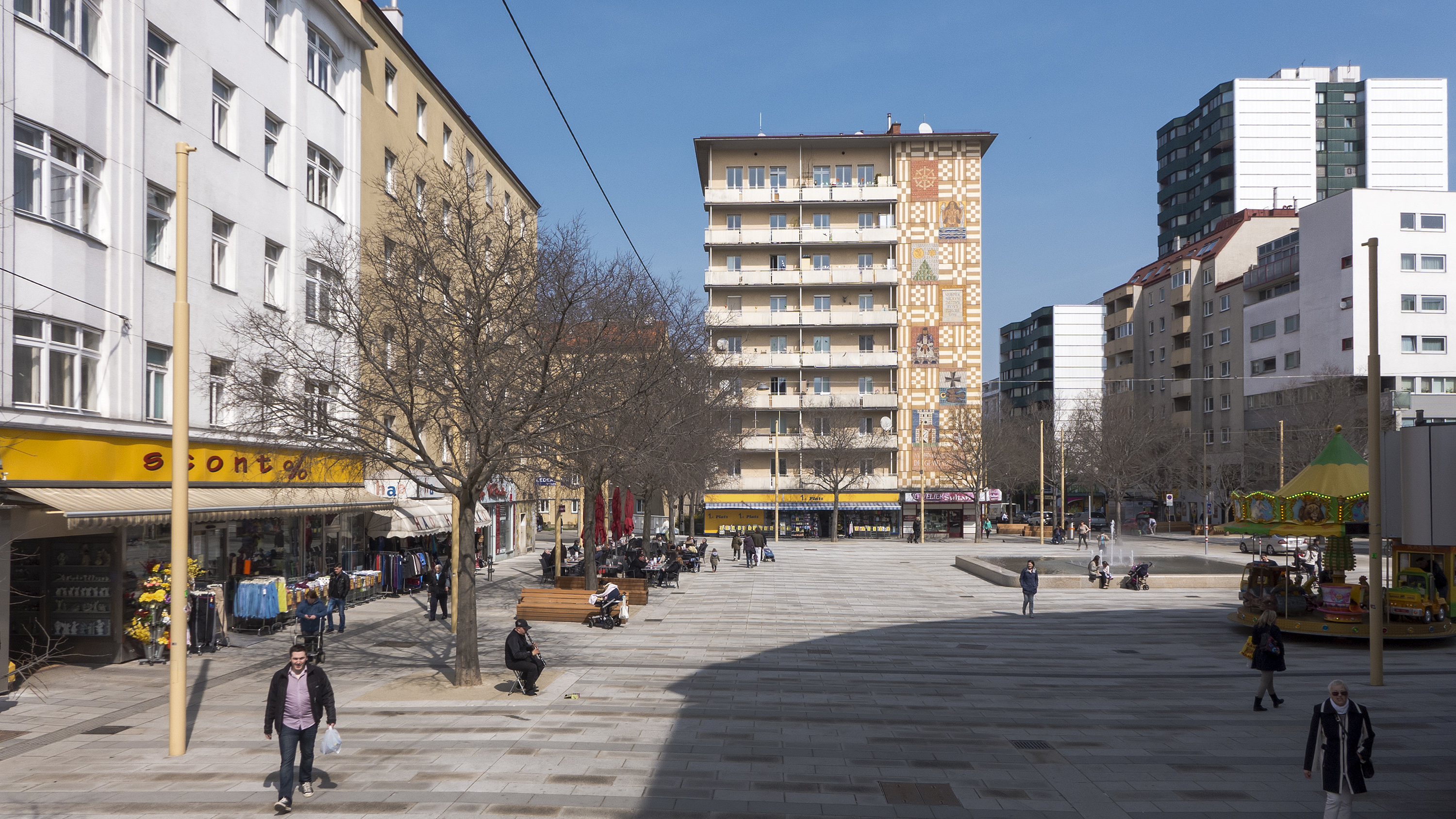
Beim Meidlinger Platzl
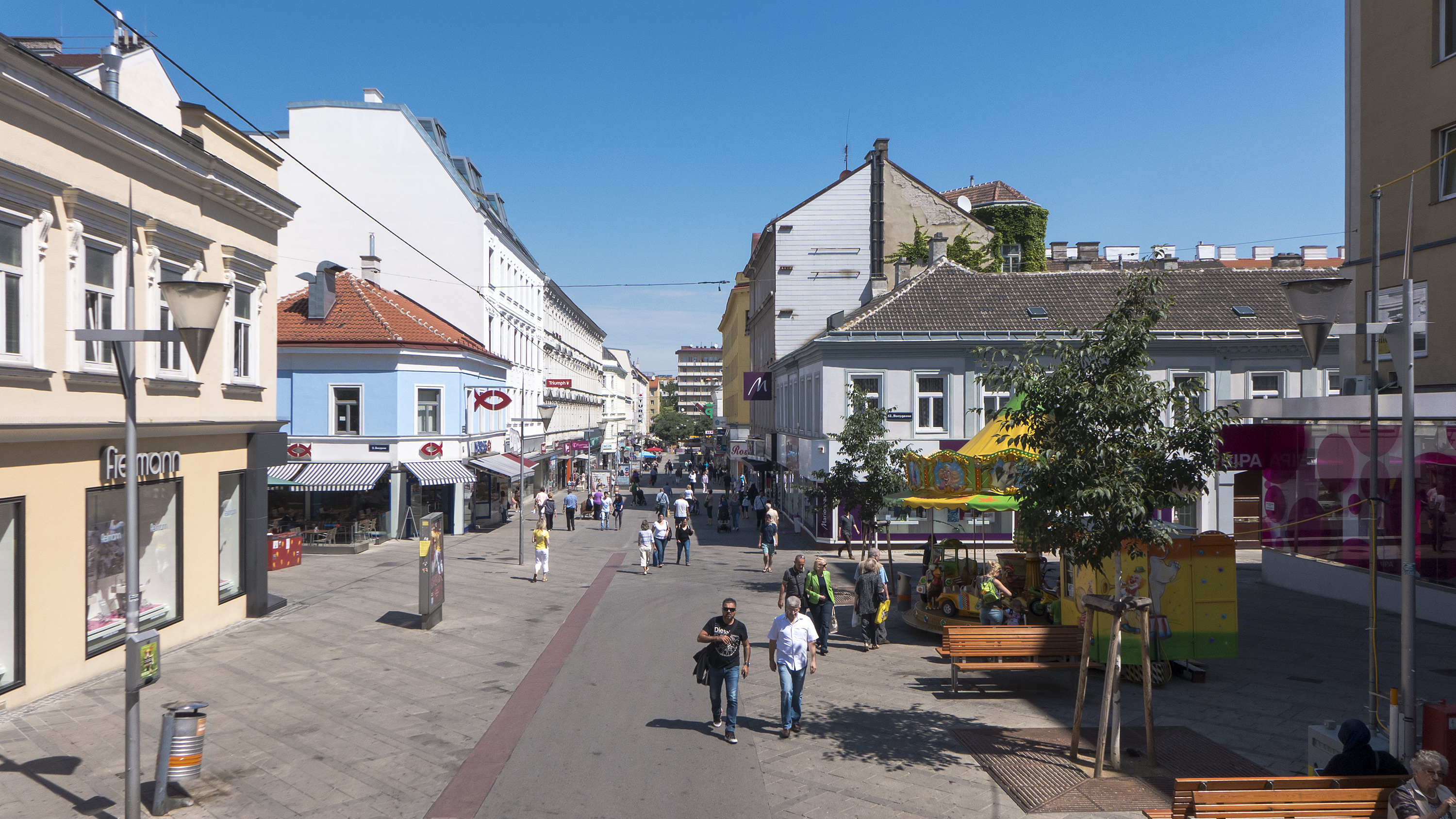
Bei der Bonygasse
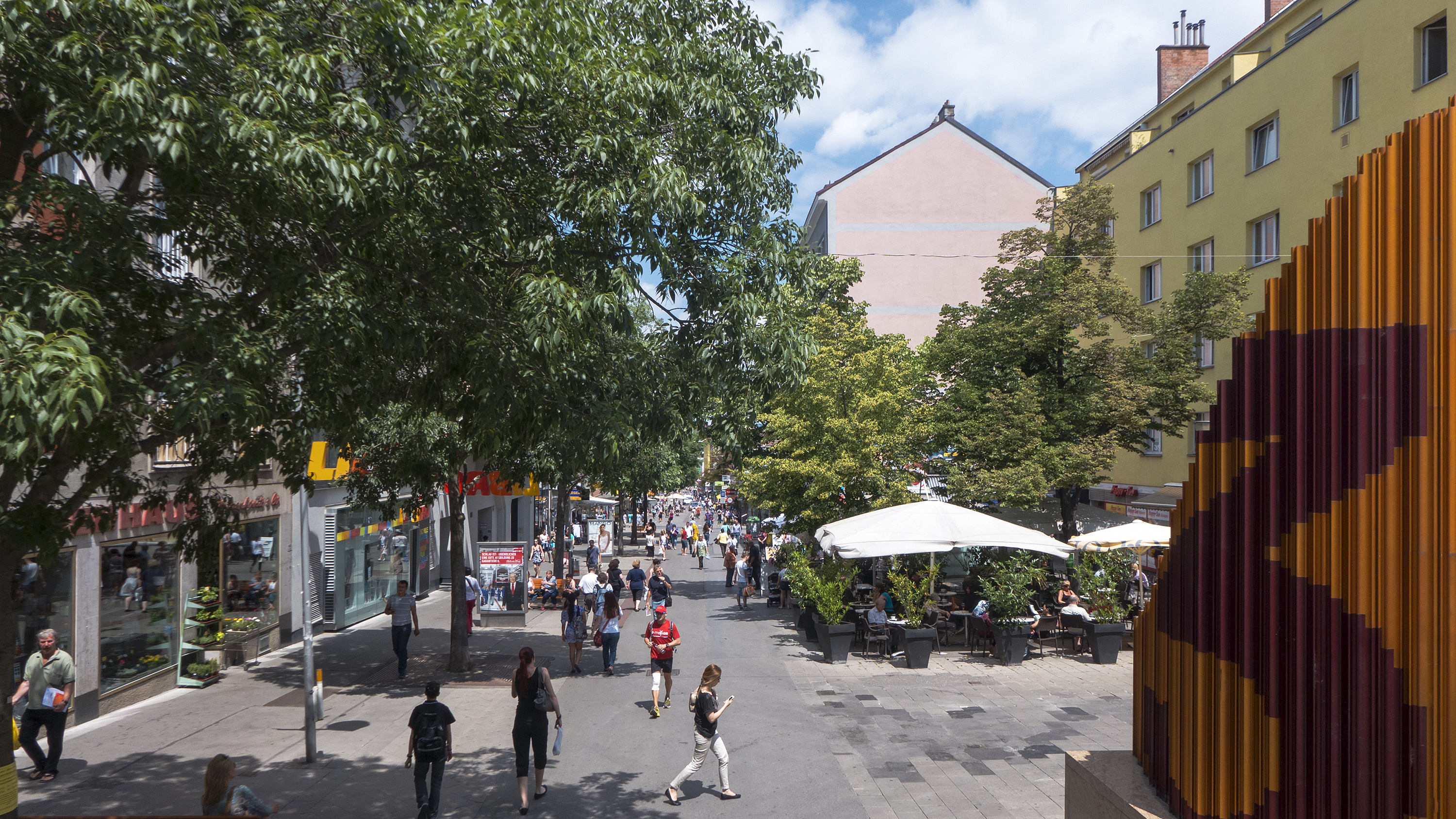
Bei Nr. 51
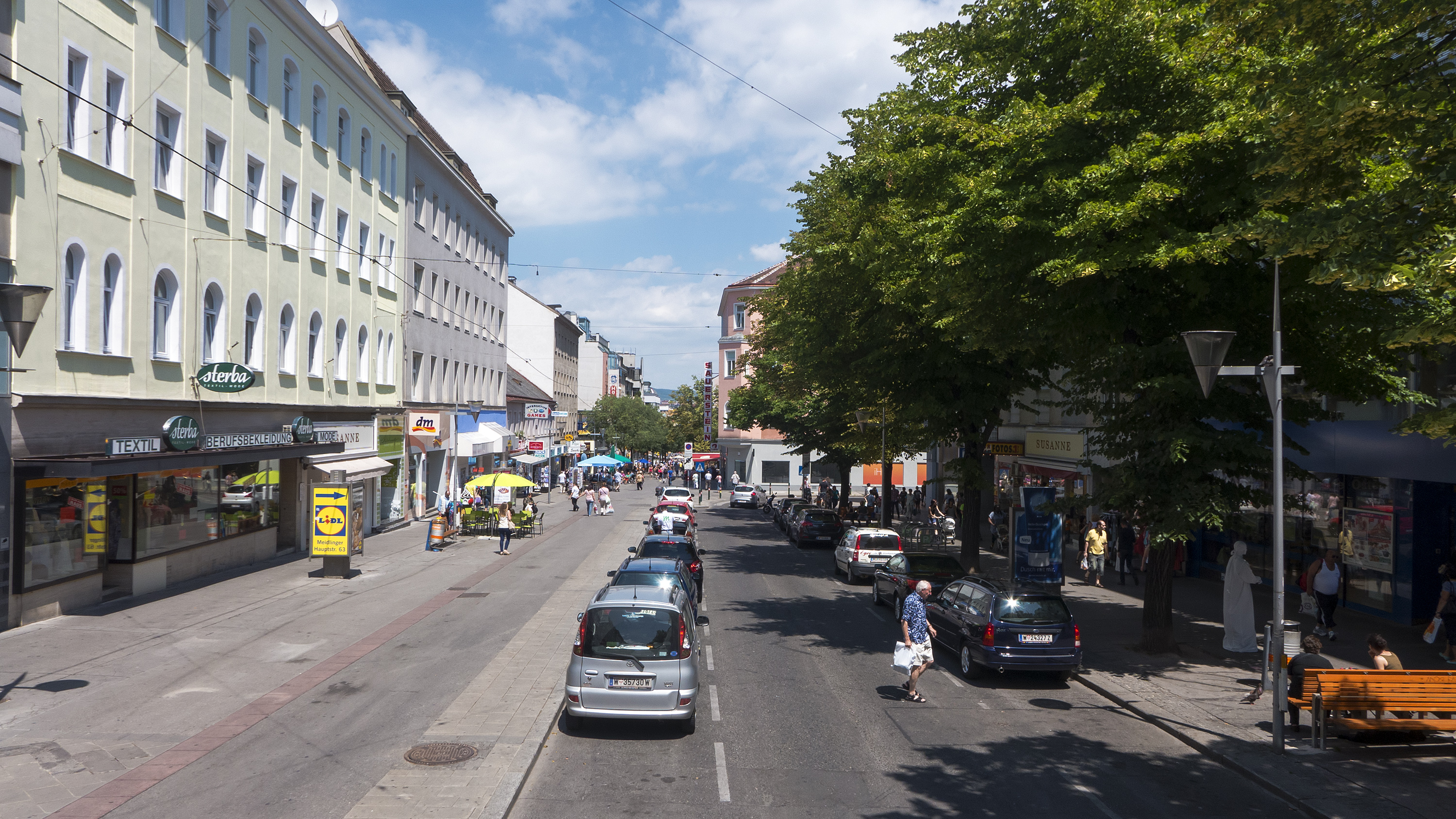
Bei Nr. 65
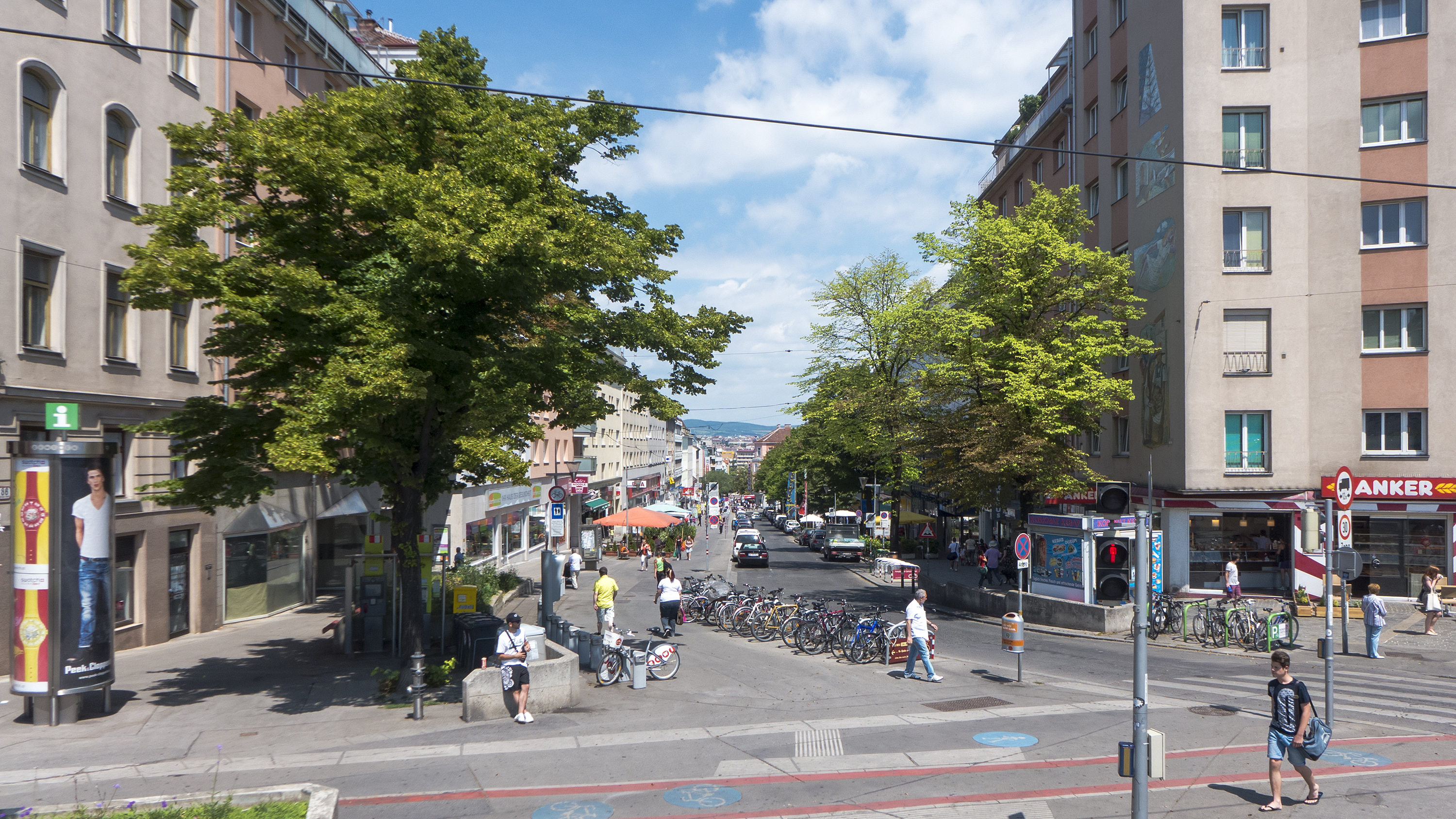
Das südliche Ende bei der Eichenstraße

## Geschichte
Die Meidlinger Hauptstraße verläuft im zentralen Bereich der einstigen Wiener Vorortgemeinde Untermeidling. Sowohl Kirche als auch Schule befanden sich im 18. Jahrhundert in ihrem Einzugsbereich. Nach der Eingemeindung in die Stadt Wien, die 1892 in Kraft trat, entwickelte sich die Straße rasch zur Hauptgeschäftsstraße. 1905 erfolgte die offizielle Ergänzung der Bezeichnung Hauptstraße durch die Ortsangabe Meidlinger, da 1892 zahlreiche Hauptstraßen eingemeindet worden waren und Verwechslungsgefahr bestand. Wo heute in ihrem Verlauf ein freier Platz (das Meidlinger Platzl) liegt, befand sich bis 1936, von Westen vor die heutige Baulinie vorspringend, das sogenannte Paterhaus. Es wurde als „Verkehrshindernis“ abgerissen.
Die Hauptstraße wurde seit 1884 von einer Pferdetramway befahren, die vom Mariahilfer Gürtel im Norden bis zur Eichenstraße im Süden verkehrte, wo seit 1886 eine Dampftramway nach Wiener Neudorf, Vorläufer der Lokalbahn Wien–Baden, fuhr. 1903 wurde die Strecke durch die Hauptstraße elektrifiziert, die Linienführung änderte sich nicht. Als 1907 alphanumerische Liniensignale eingeführt wurden, war es die Linie 8, die durch die Meidlinger Hauptstraße fuhr – bis 1989 und zuletzt bereits durch die entstandene Fußgängerzone. Unter heftigem Protest der Bevölkerung wurde der 8er 1989 anlässlich der Verlängerung der U6 zur Philadelphiabrücke eingestellt. Die Fußgängerzone wurde dann bis 1994 fertiggestellt, das Meidlinger Platzl von Boris Podrecca gestaltet.
Am nördlichen Ende der Straße verkehrt seit 1898 die Wiener Dampfstadtbahn, die 1925 zur Wiener Elektrischen Stadtbahn wurde und schließlich Anfang der 1980er Jahre in der Wiener U-Bahn aufging. Am südlichen Ende der Straße verkehrt seit 1841 die Südbahn. Über die Philadelphiabrücke verkehrt seit 1907, seit 1910 elektrisch, die Linie 62 nach Lainz, Wolkersbergenstraße.

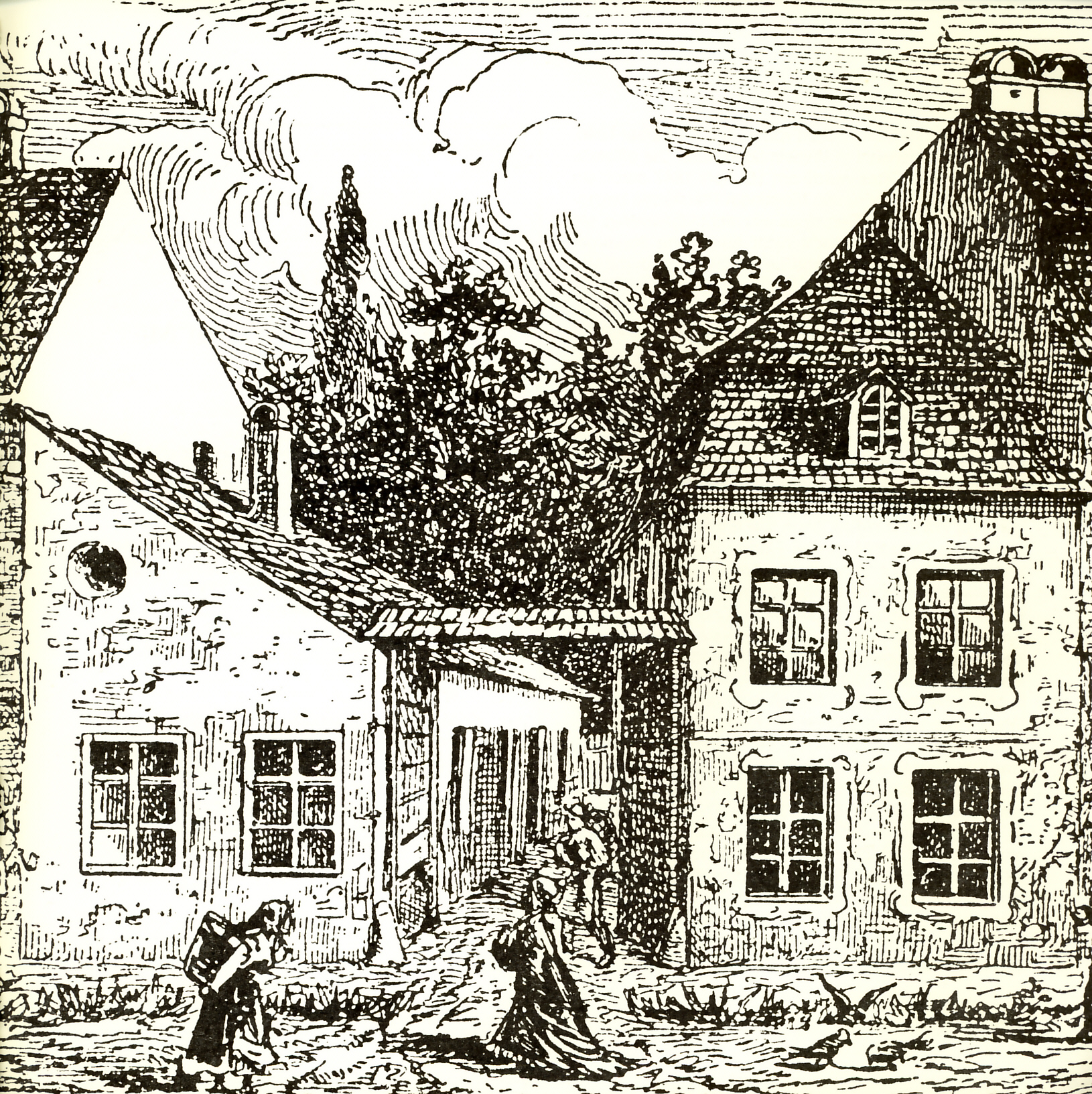
Ehemaliger Pfarrhof der Meidlinger Kirche, Nr. 10
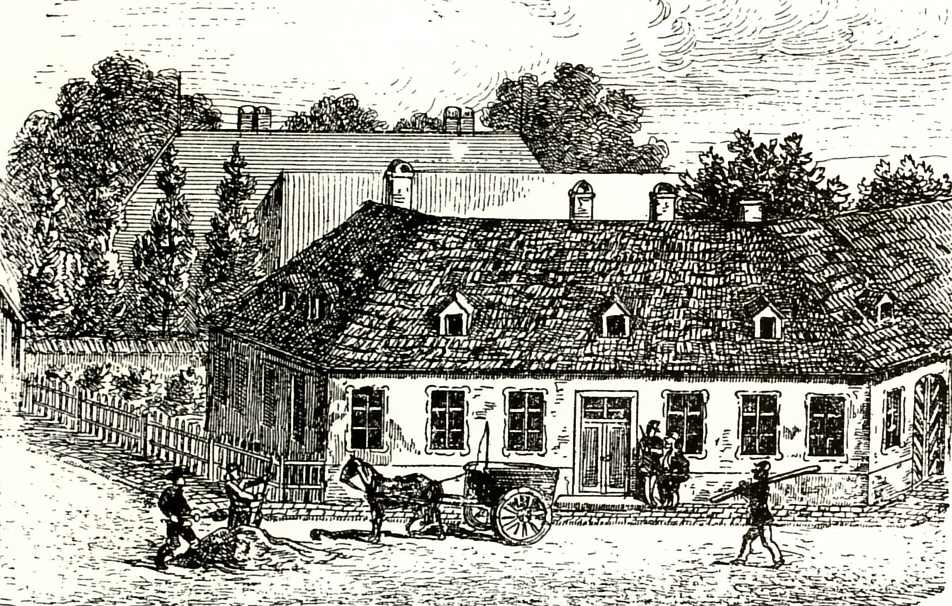
Älteste Schule Meidlings (1753–1862), Nr. 17
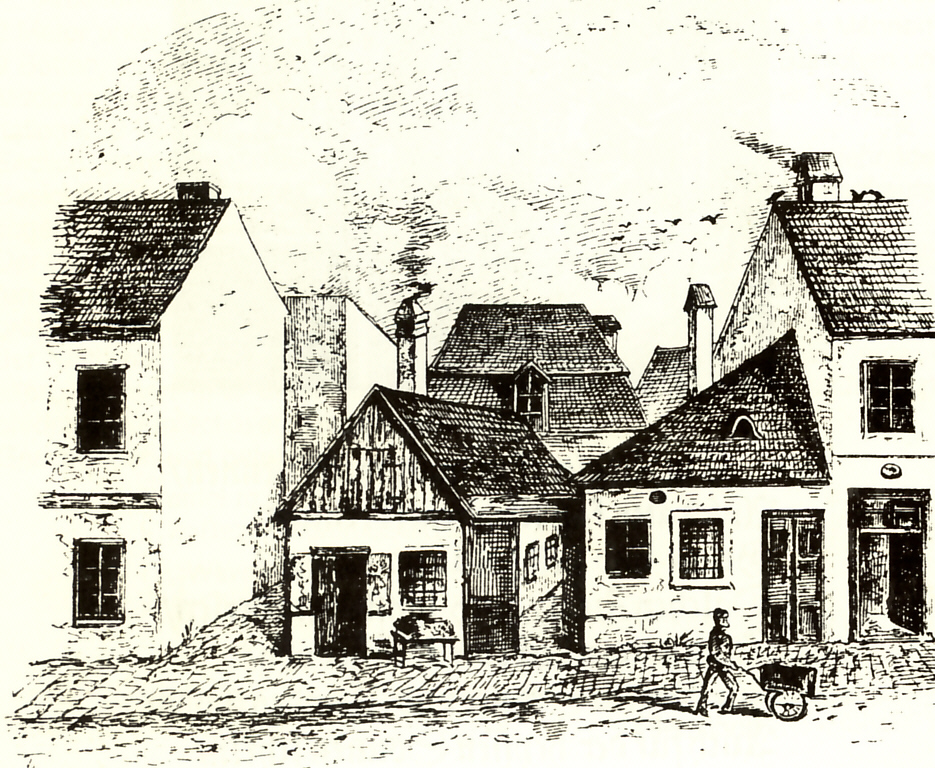
Füchselhof, Nr. 26
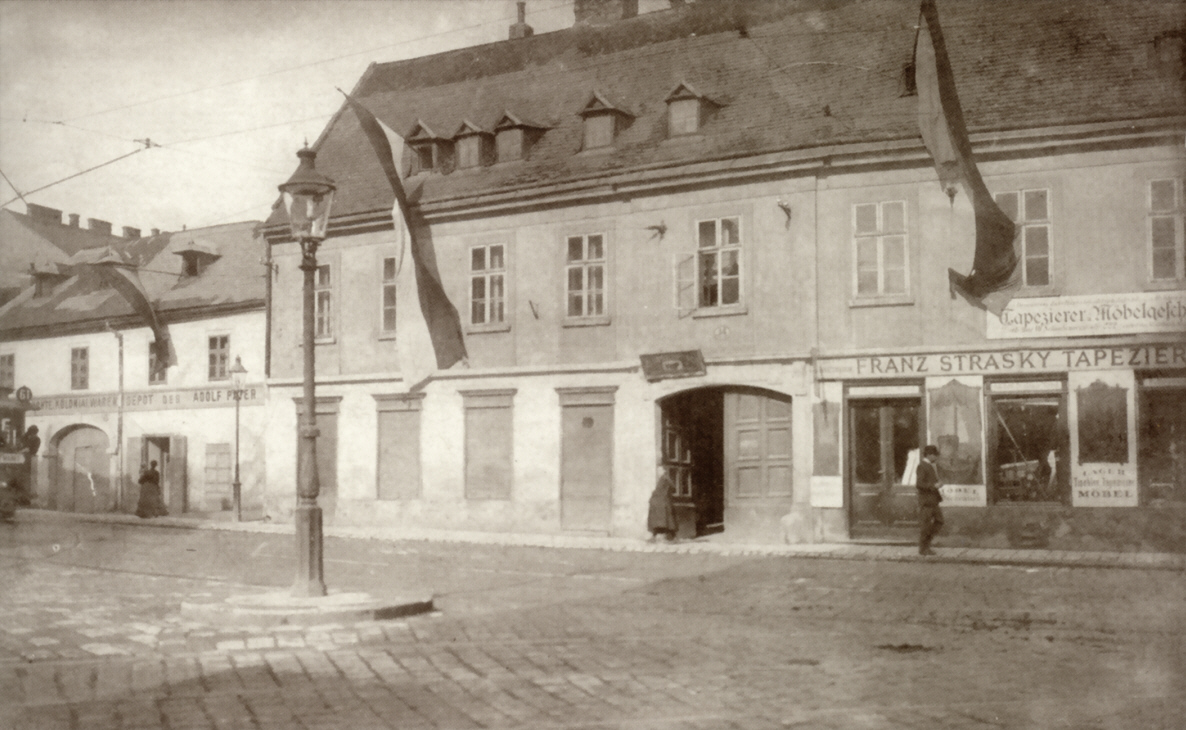
Ehemaliges Paterhaus (1907), Nr. 14–16
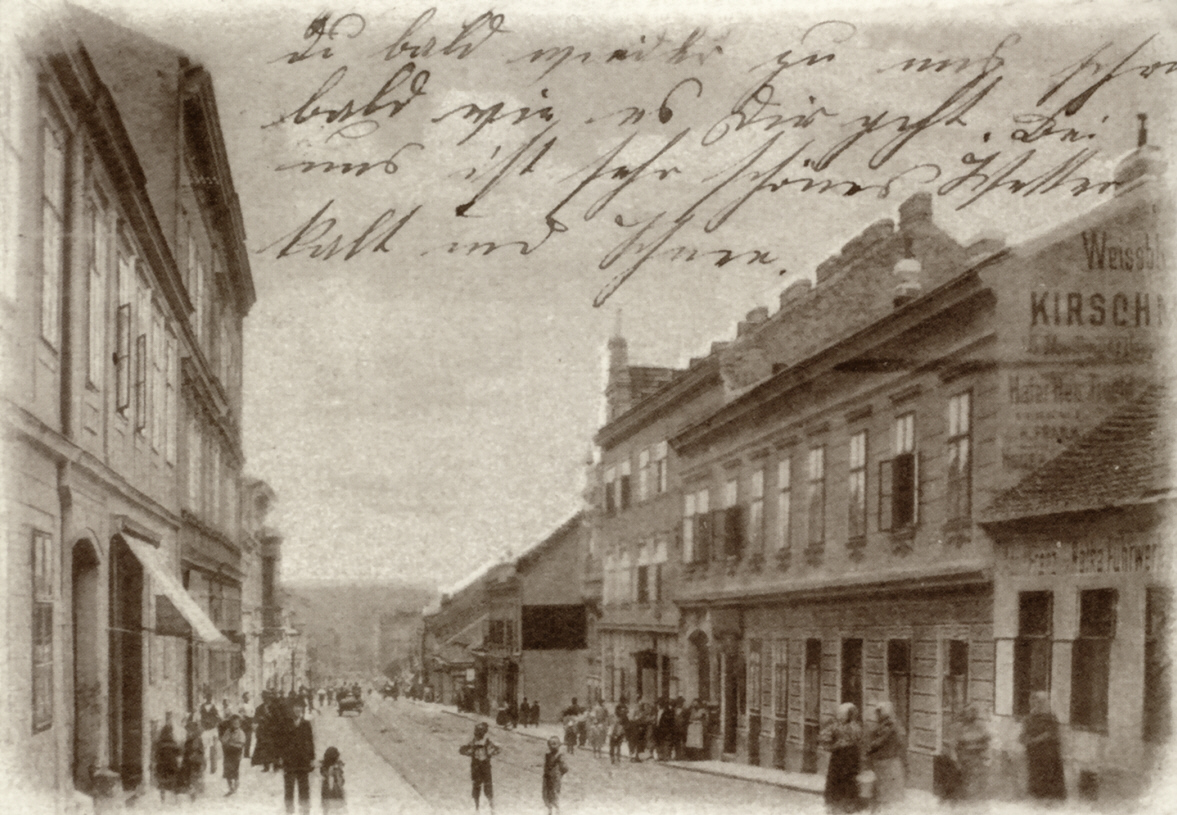
Bildpostkarte aus dem Jahr 1903
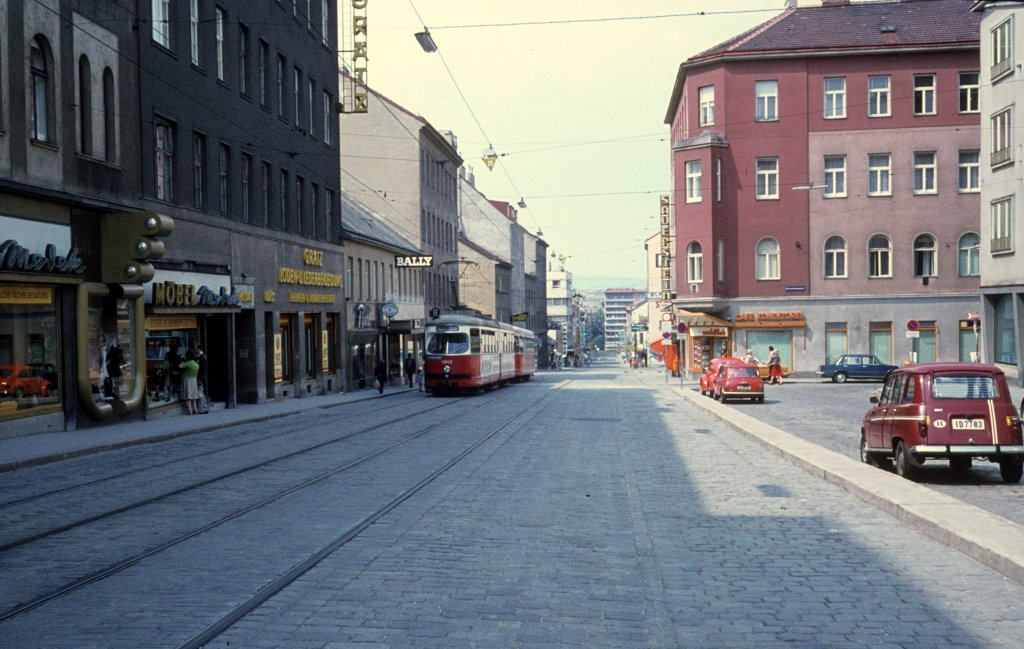
Straßenbahnlinie 8 (1977)
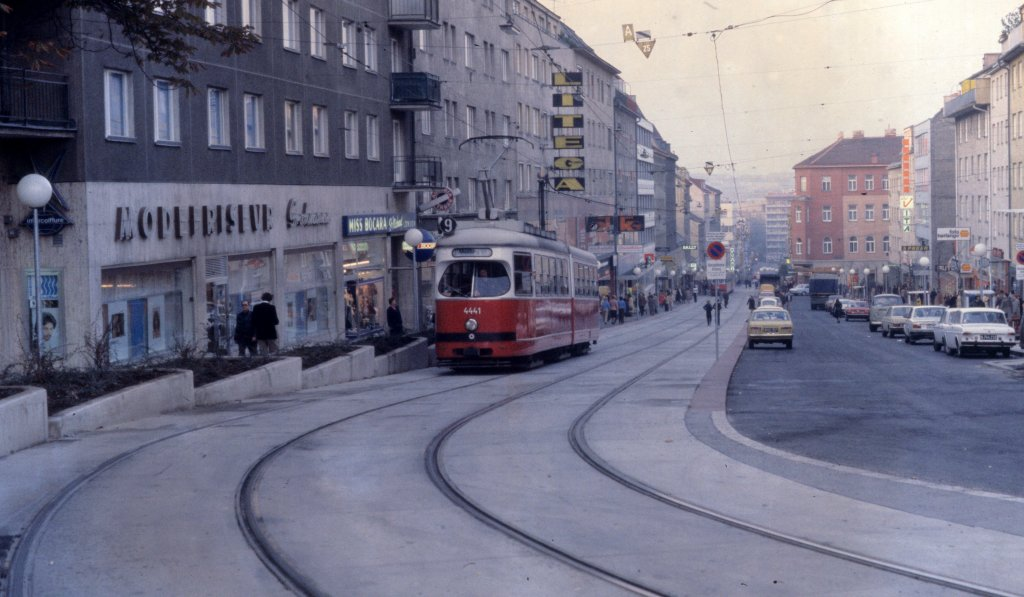
Straßenbahnlinie 9 (1978)

## Bemerkenswerte Bauwerke
(Die Nummerierung beginnt am nördlichen Ende der Straße. Häuser mit geraden Nummern stehen an der westlichen, mit ungeraden Nummern an der östlichen Straßenseite.)

### Nr. 2: Magistratisches Bezirksamt

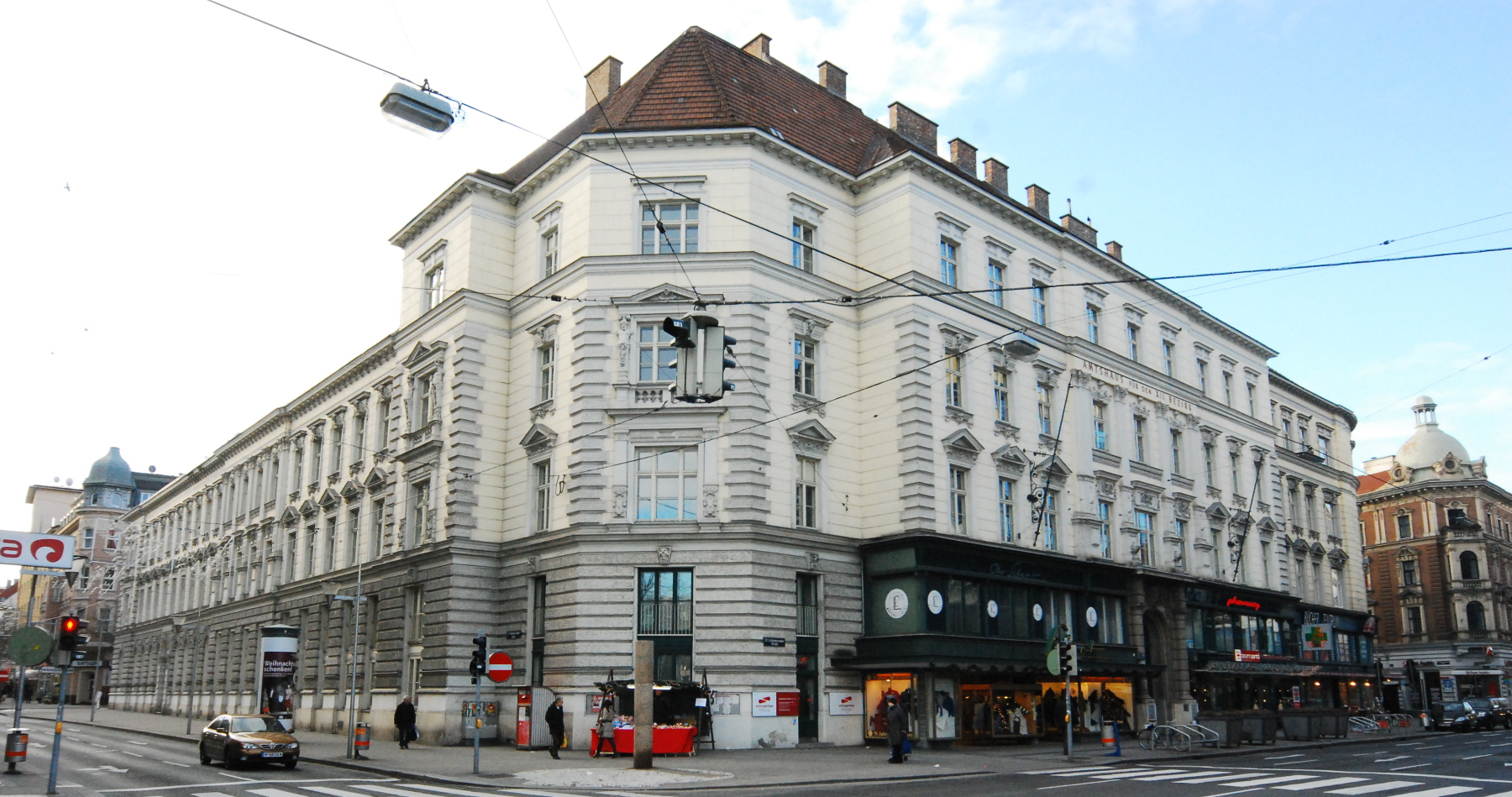
Amtshaus, Nr. 2

Mit dem Haupteingang an der Schönbrunner Straße 259 befindet sich hier als Eckgebäude ein vor 1914 errichtetes städtisches Amtshaus, in dem die Bezirksvorstehung, die Bezirksvertretung und das Magistratische Bezirksamt für den 12. Bezirk als Außenstelle des Magistrats untergebracht sind.

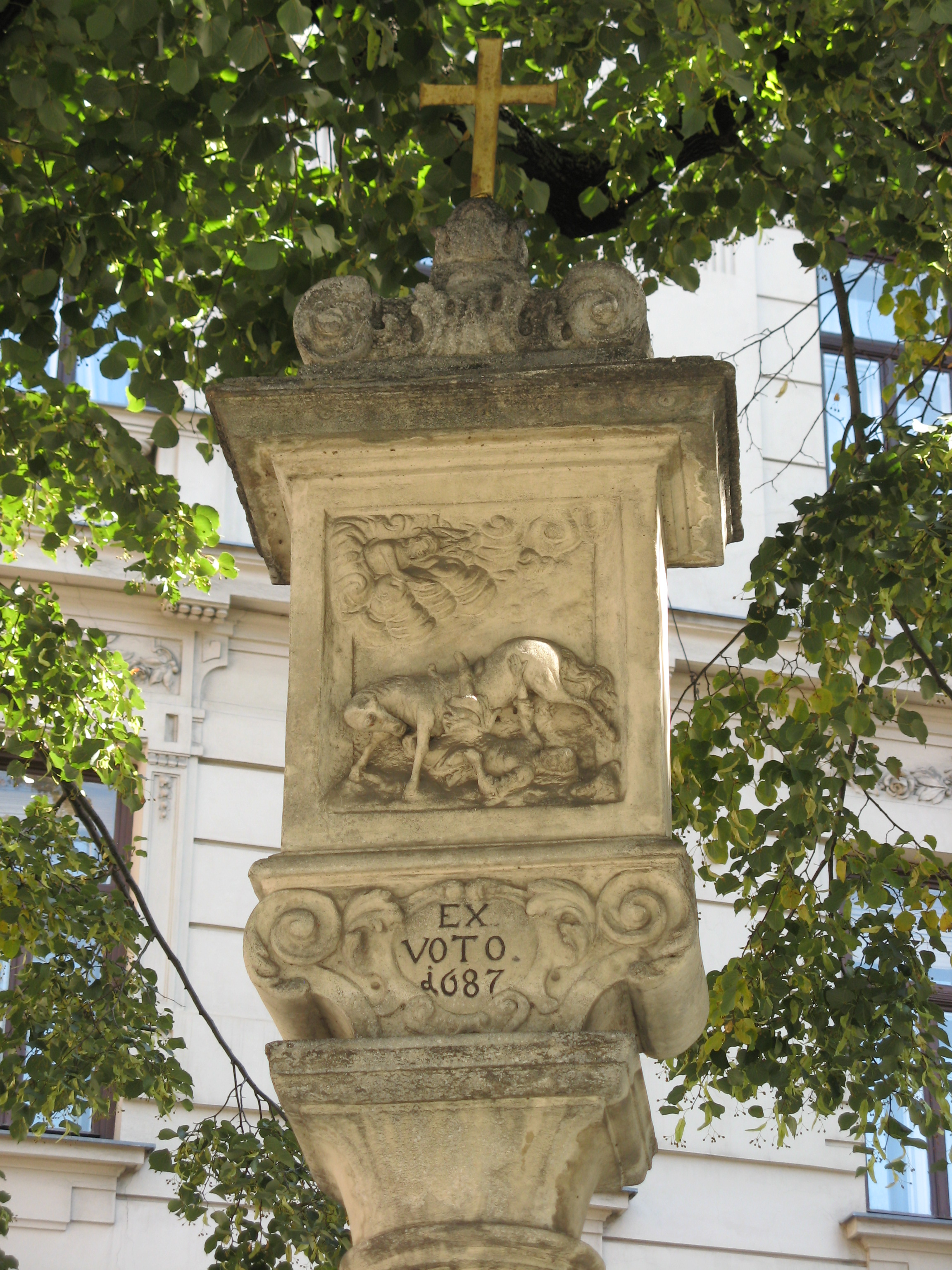
Votivsäule bei Nr. 3

### Nr. 3: Votivsäule
Vor dem Haus Nummer 3 befindet sich eine barocke Votivsäule. Ein Vierkantsockel trägt eine Rundsäule, auf der ein Quader mit zwei Bildreliefs aufgesetzt ist. Eines zeigt die Bekehrung des Apostels Paulus und trägt die Jahreszahl 1687, das andere Relief stellt einen Gnadenstuhl dar und stammt von 1756.

### Nr. 5: Müller-Fembeck-Hof
An Stelle des Eigentumswohnhauses aus dem Jahre 1965 befand sich einst das Gemeindegasthaus Zum goldenen Lamm. Im Hausflur ist eine Gedenktafel mit Porträtrelief für Josef Müller-Fembeck (1881–1961) angebracht. Er gründete den Meidlinger Arbeiterverein und war Mitinitiator des Volkswohlvereins. Der Christlich-Soziale war von 1917 bis 1920 Stadtrat und von 1914 bis 1934 Gemeinderat.

### Nr. 8–10: August-Fürst-Hof
Die große Wohnhausanlage der Stadt Wien mit der weiteren Adresse Theresienbadgasse 7–9 wurde 1955–1957 errichtet. Am Eckrisalit zum Meidlinger Platzl befinden sich Majolikabilder von Leopold Schmid, die (von oben nach unten) die Wappen der einstigen Ortsgemeinden zeigen, die oder von denen Teile 1892 zum 12. Bezirk zusammengefasst wurden: Obermeidling (links, 1. und 2. von oben; das 2. symbolisiert den Grünberg), Untermeidling (rechts, 1. und 2. von oben), Gaudenzdorf (links, 3. von oben), Hetzendorf und Altmannsdorf (rechts, 3. von oben), Hundsturm bzw. Neumargareten (links, unten). Im Hof der Anlage befindet sich eine Bronzeplastik von Rudolf Schwaiger aus dem Jahr 1955, die ein sitzendes Mädchen darstellt.
Die Anlage wurde 1982 nach dem Meidlinger Bezirksvorsteher August Fürst (1892–1974) benannt, der sein Amt von 1945 bis 1959 ausübte und sich große Verdienste um den Wiederaufbau des durch den Krieg stark beschädigten Bezirks erwarb.

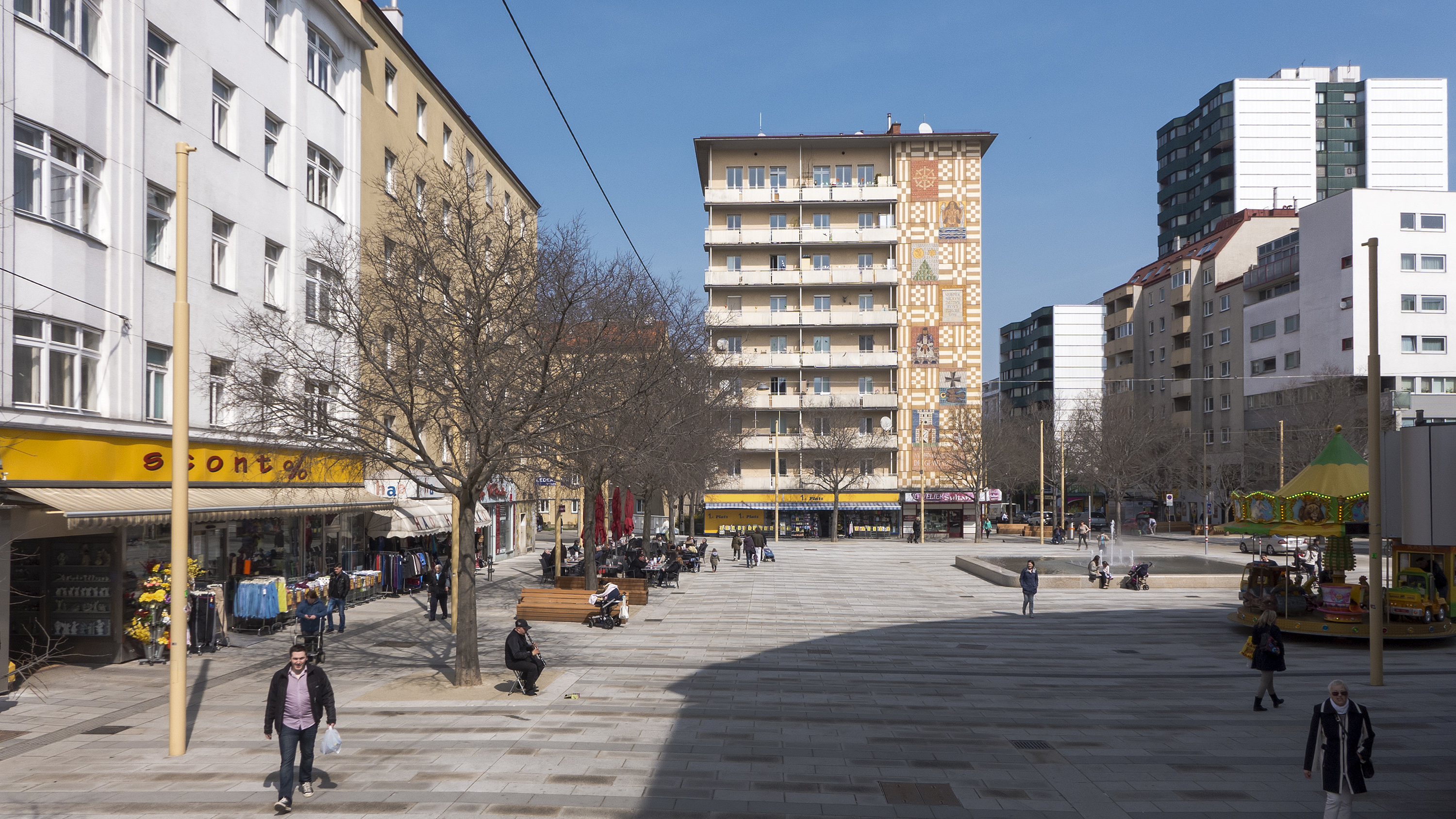
Meidlinger Platzl
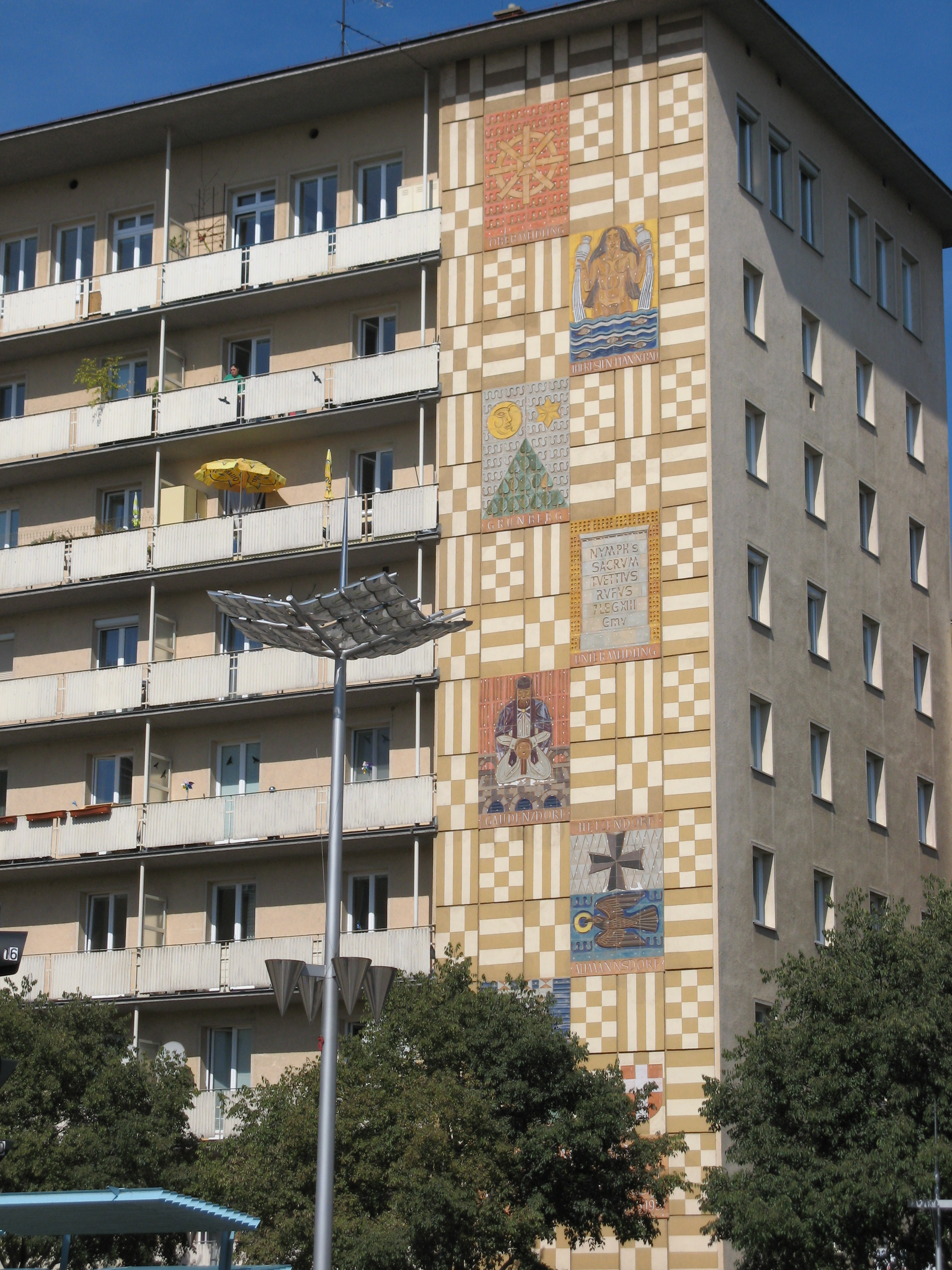
Wappenhaus
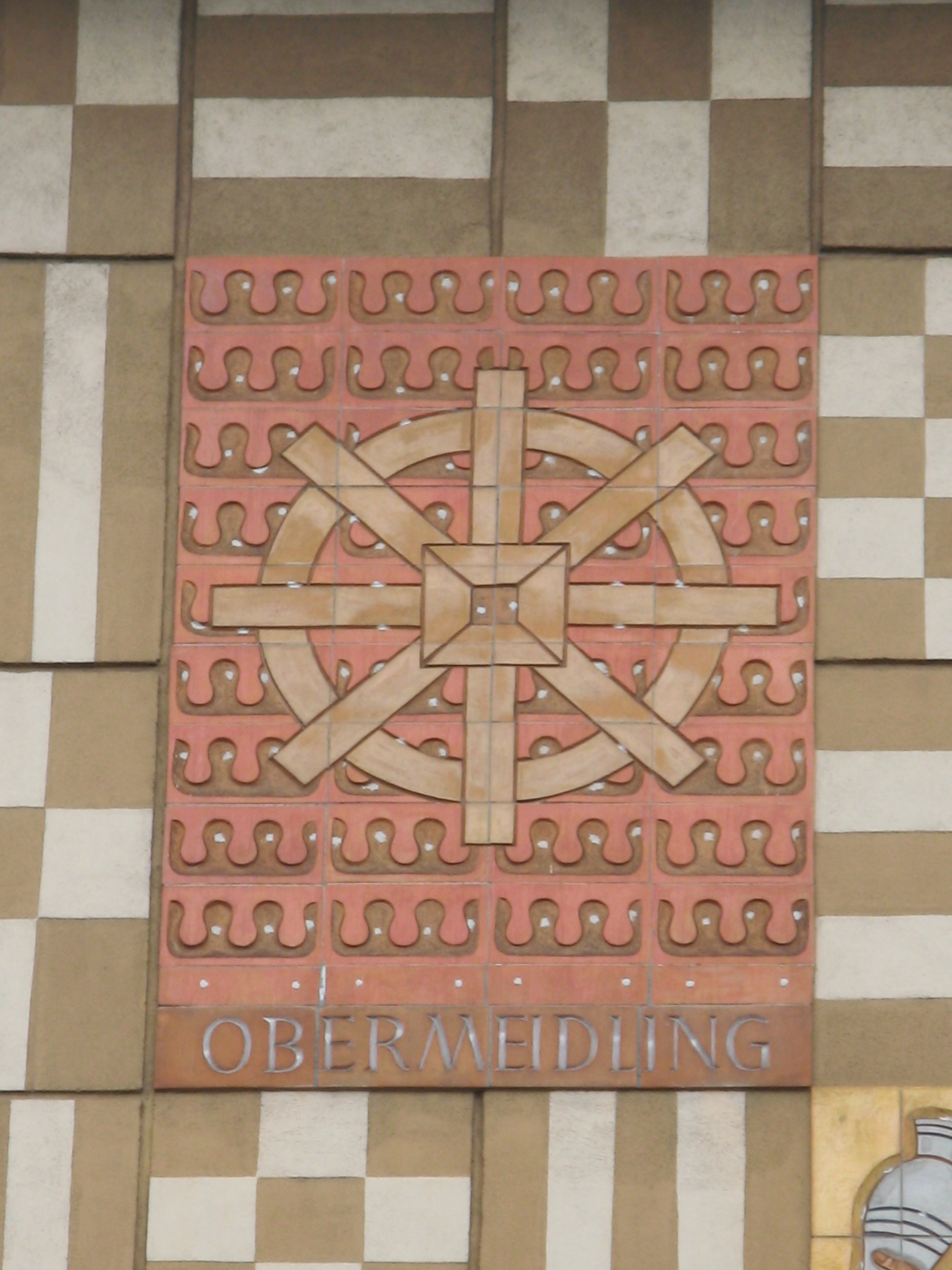
Wappen von Obermeidling (1955) von Leopold Schmid
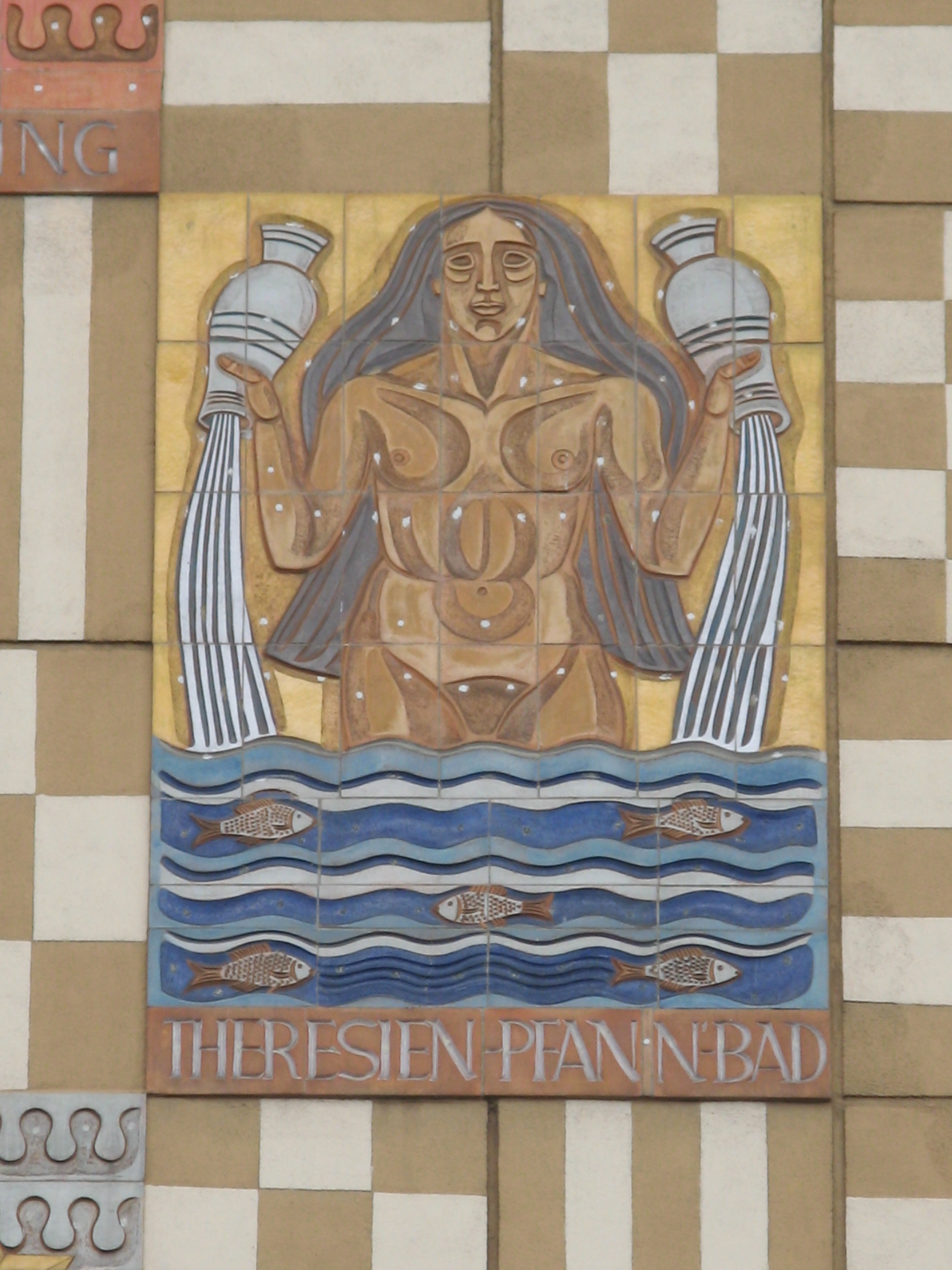
Die Meidlinger Bäder (1955) von Leopold Schmid
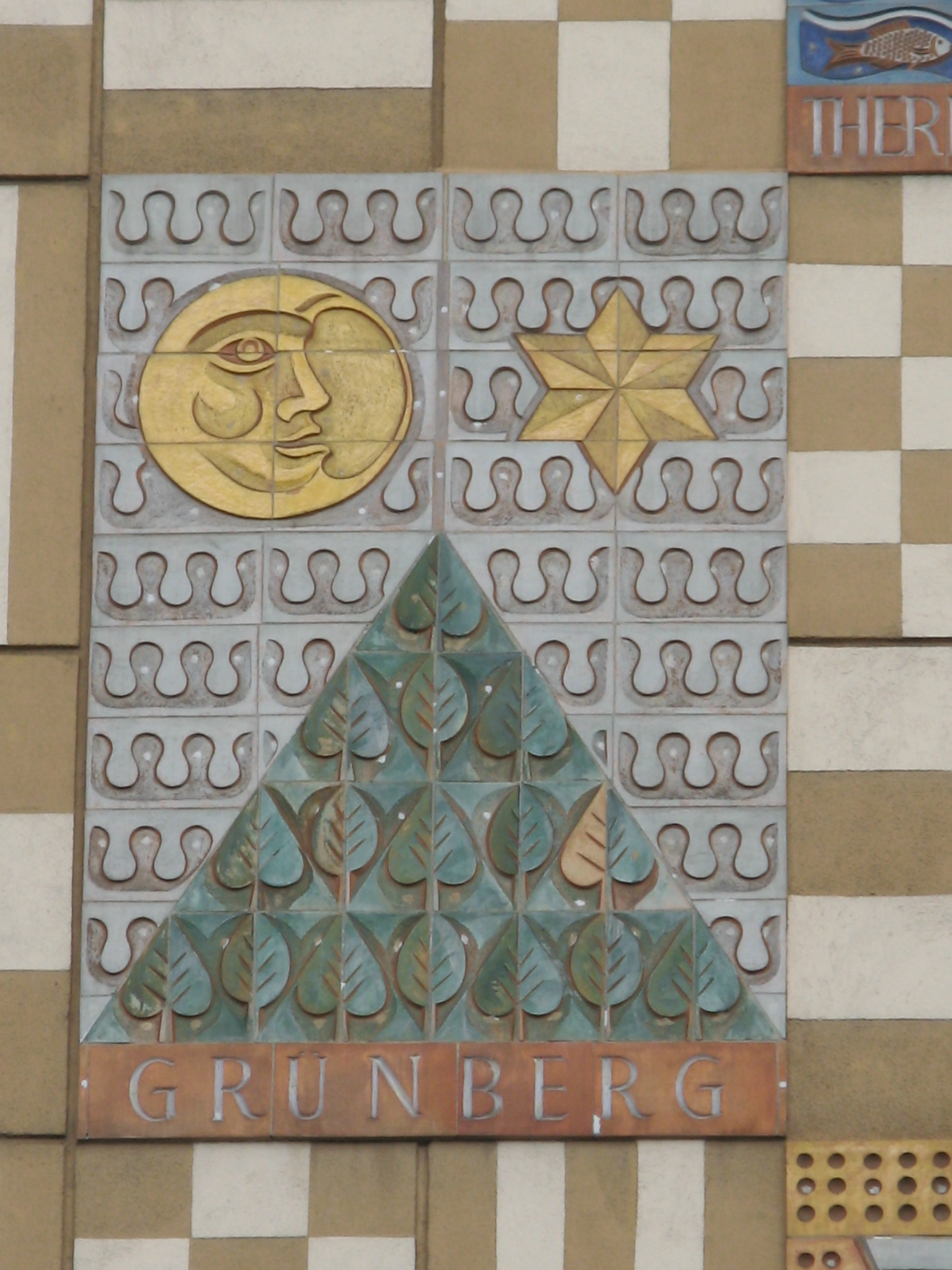
Grünberg (1955) von Leopold Schmid
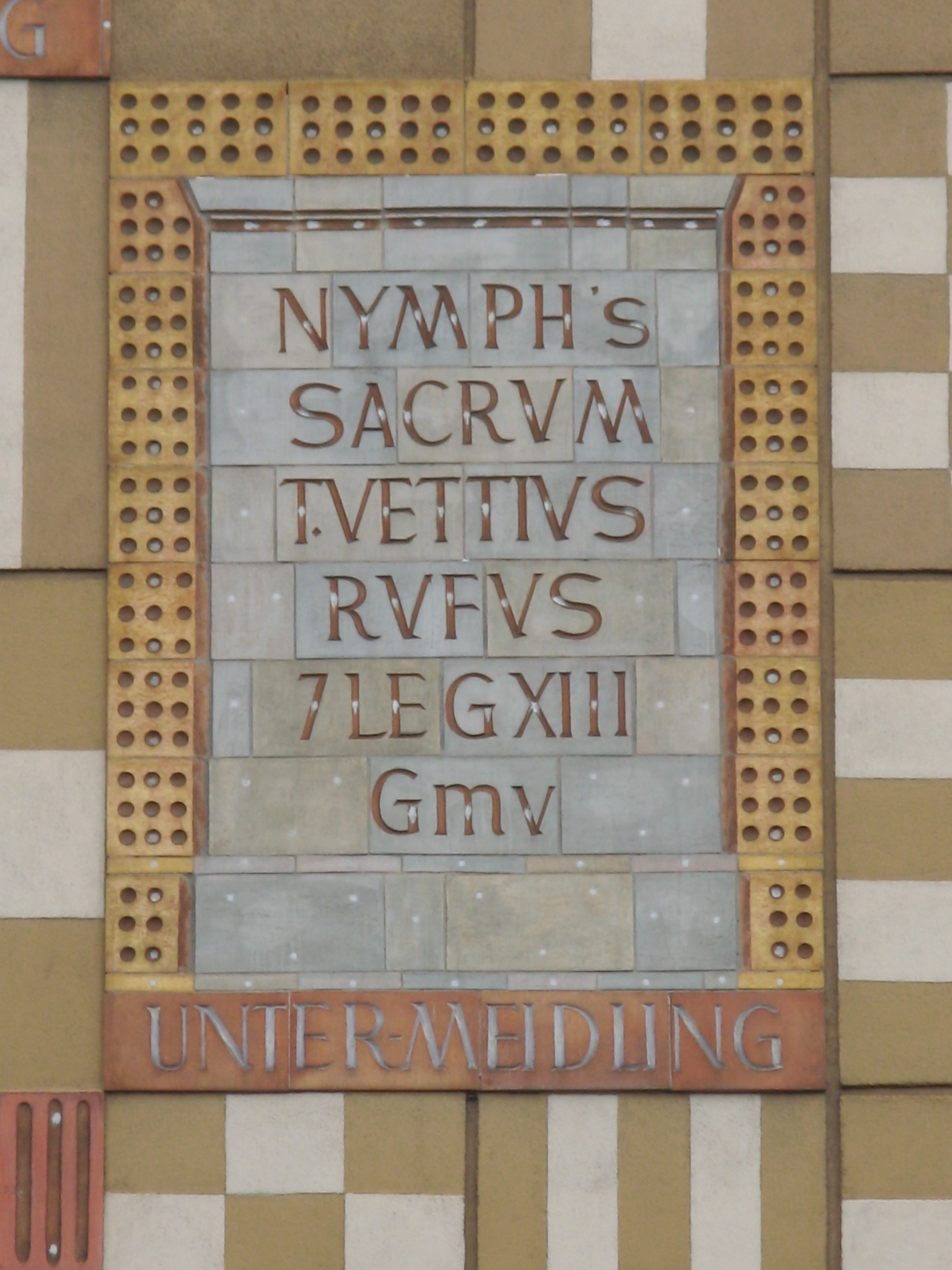
Untermeidling (1955) von Leopold Schmid
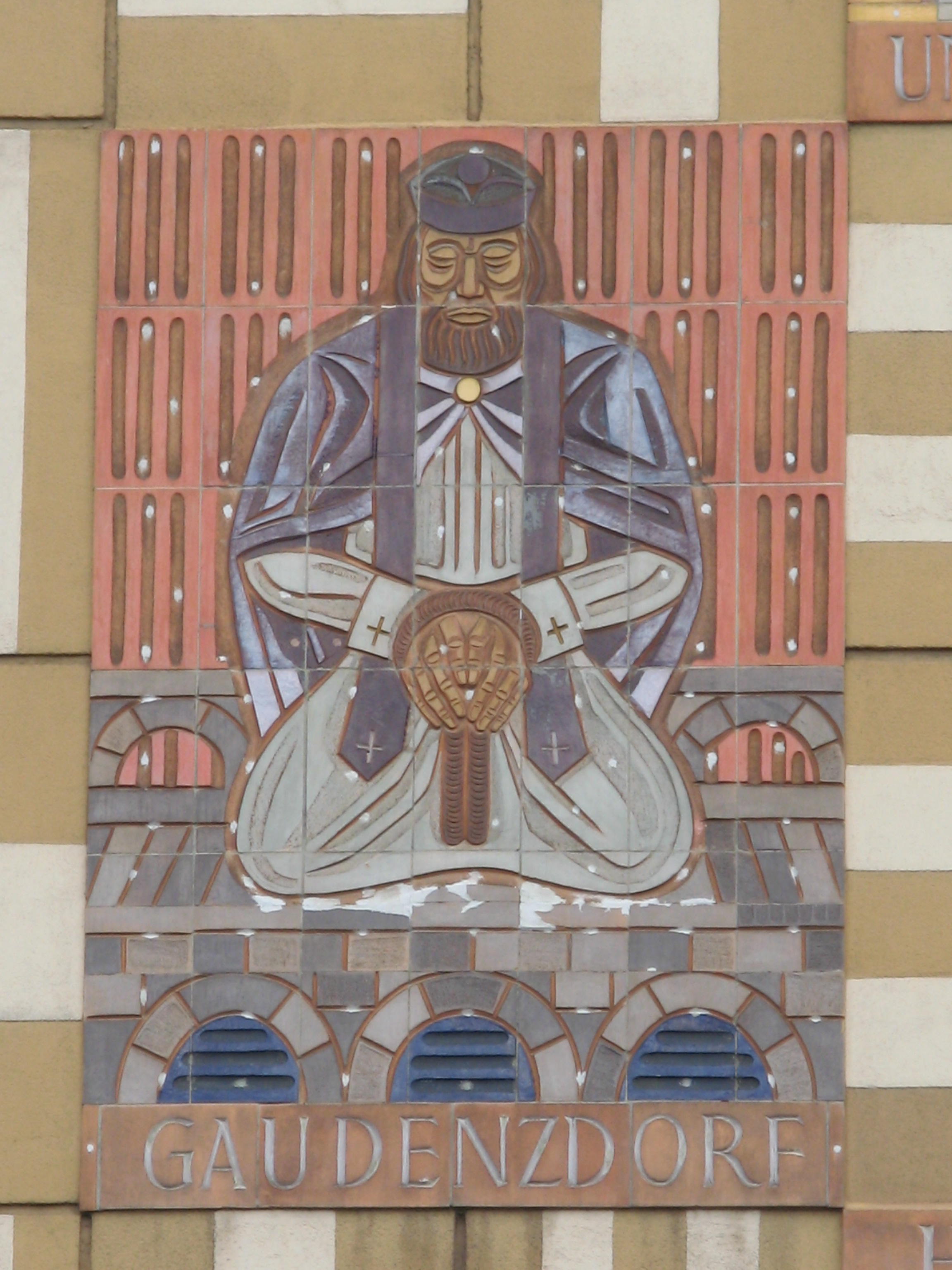
Gaudenzdorf (1955) von Leopold Schmid
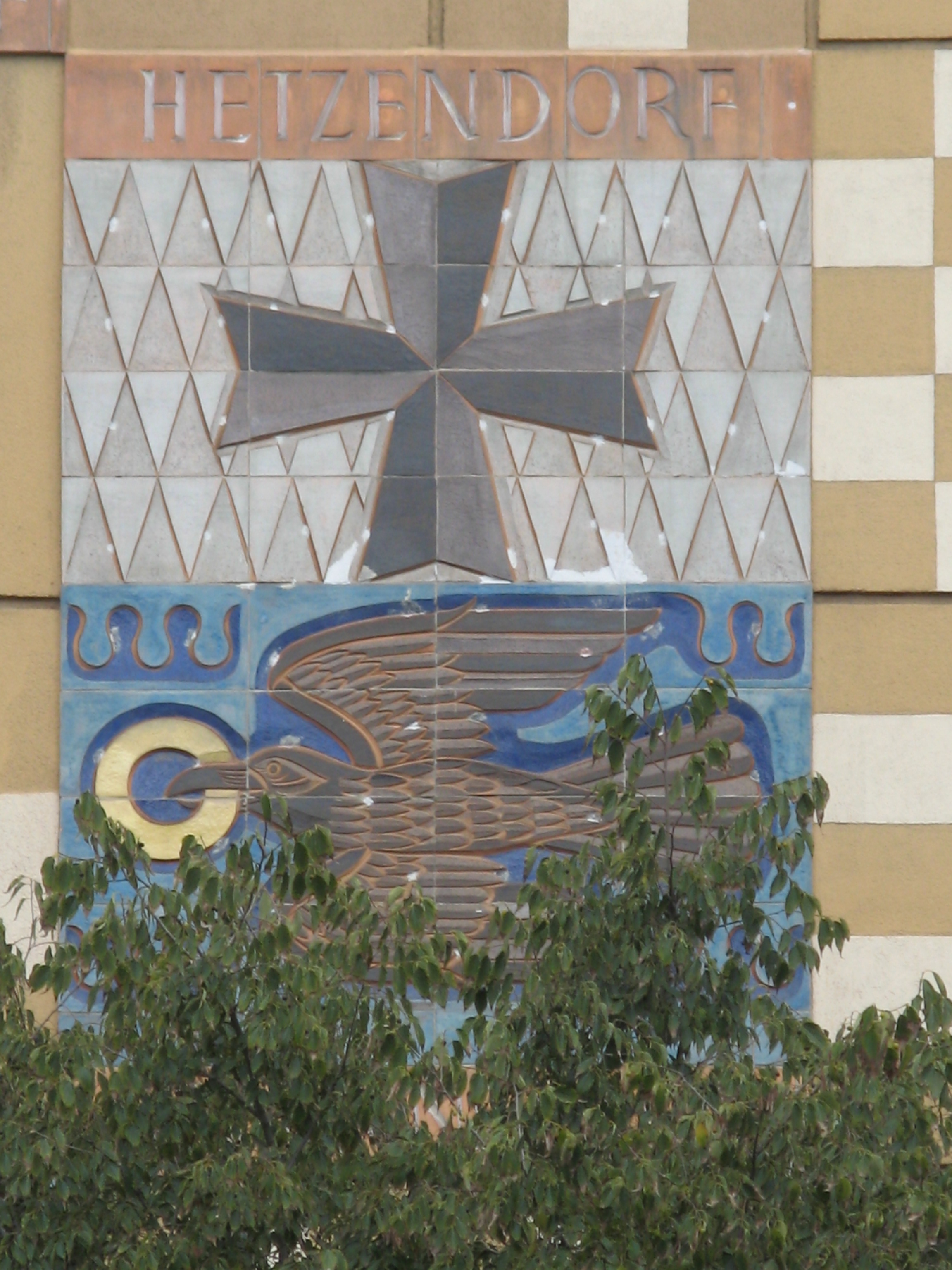
Hetzendorf (1955) von Leopold Schmid
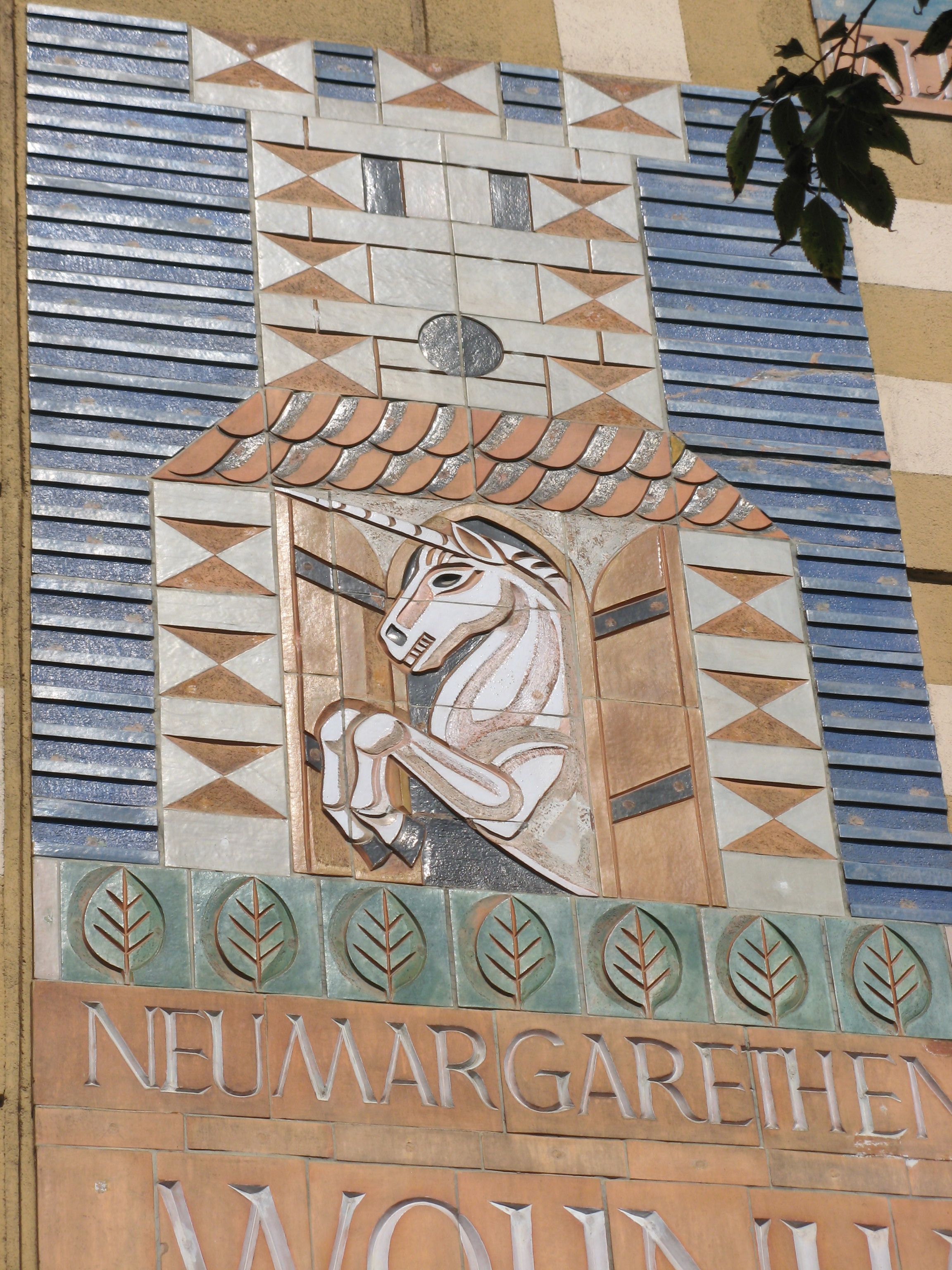
Neumargareten (1955) von Leopold Schmid
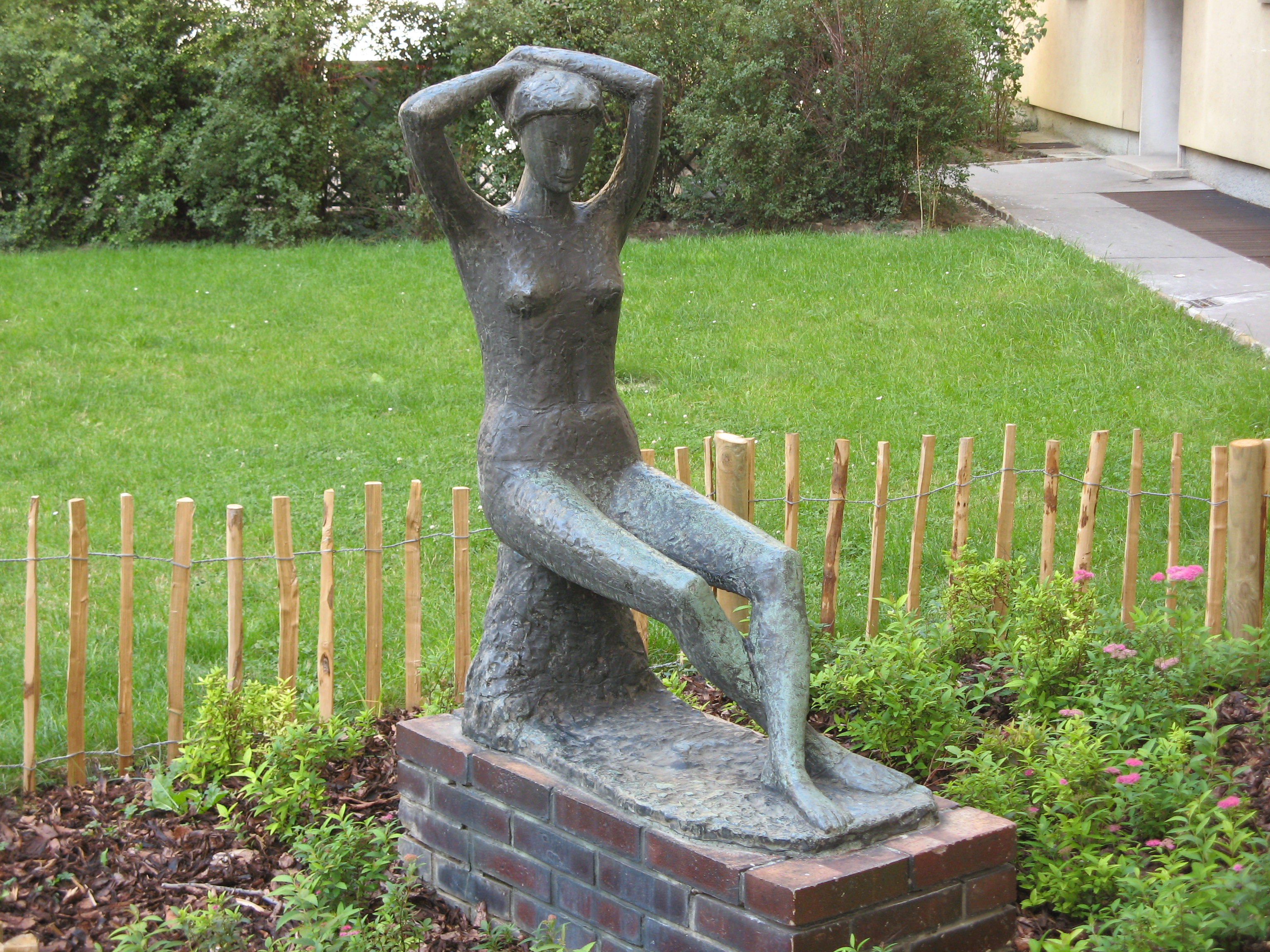
Sitzendes Mädchen (1955) von Rudolf Schwaiger
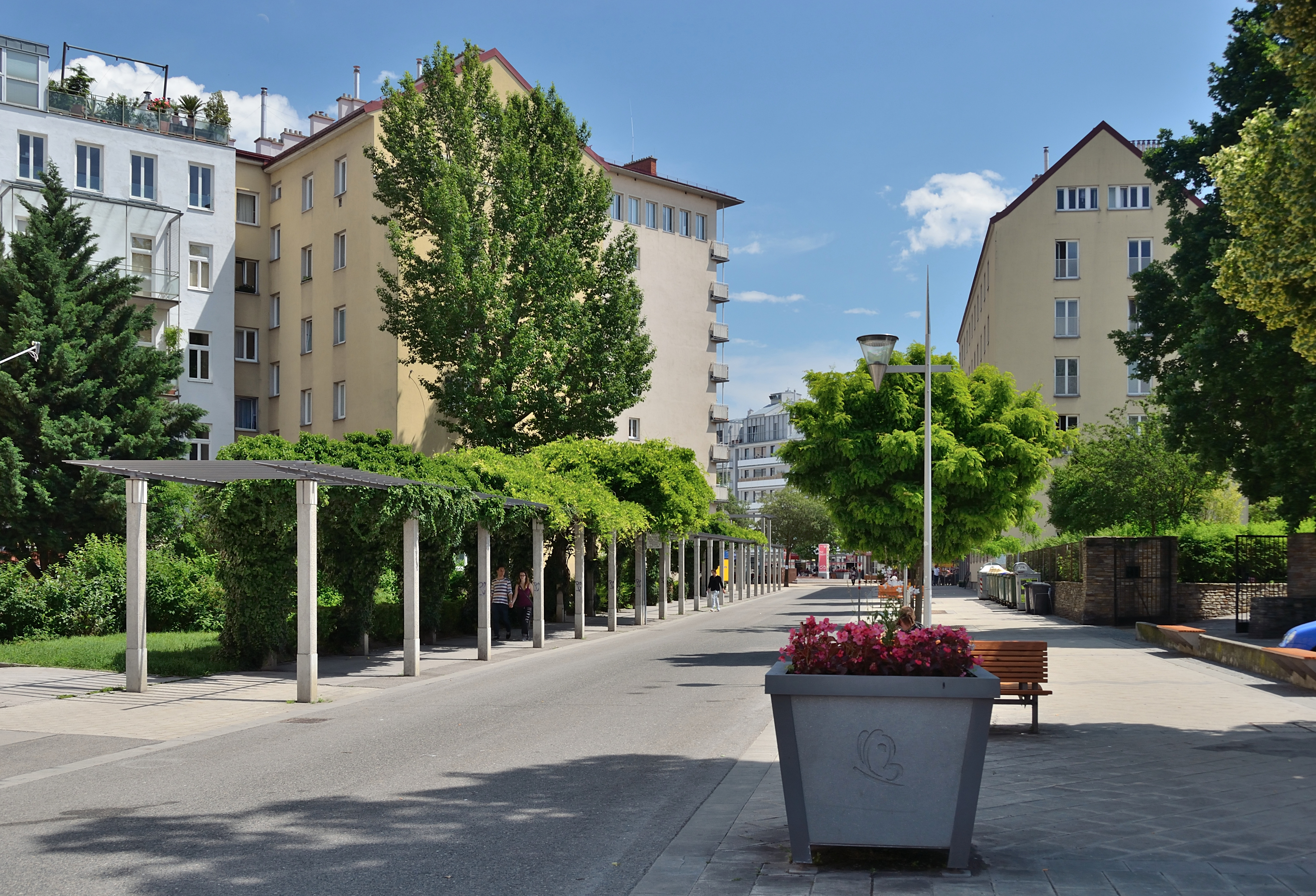
Bei der Theresienbadgasse

### Nr. 12–14: Keramikmosaik
An diesem Gebäude befindet sich ein Keramikmosaik Abstrakte Felderteilung von Rothraut Brauneis aus dem Jahr 1956.

### Nr. 16–18: Ernst Epstein

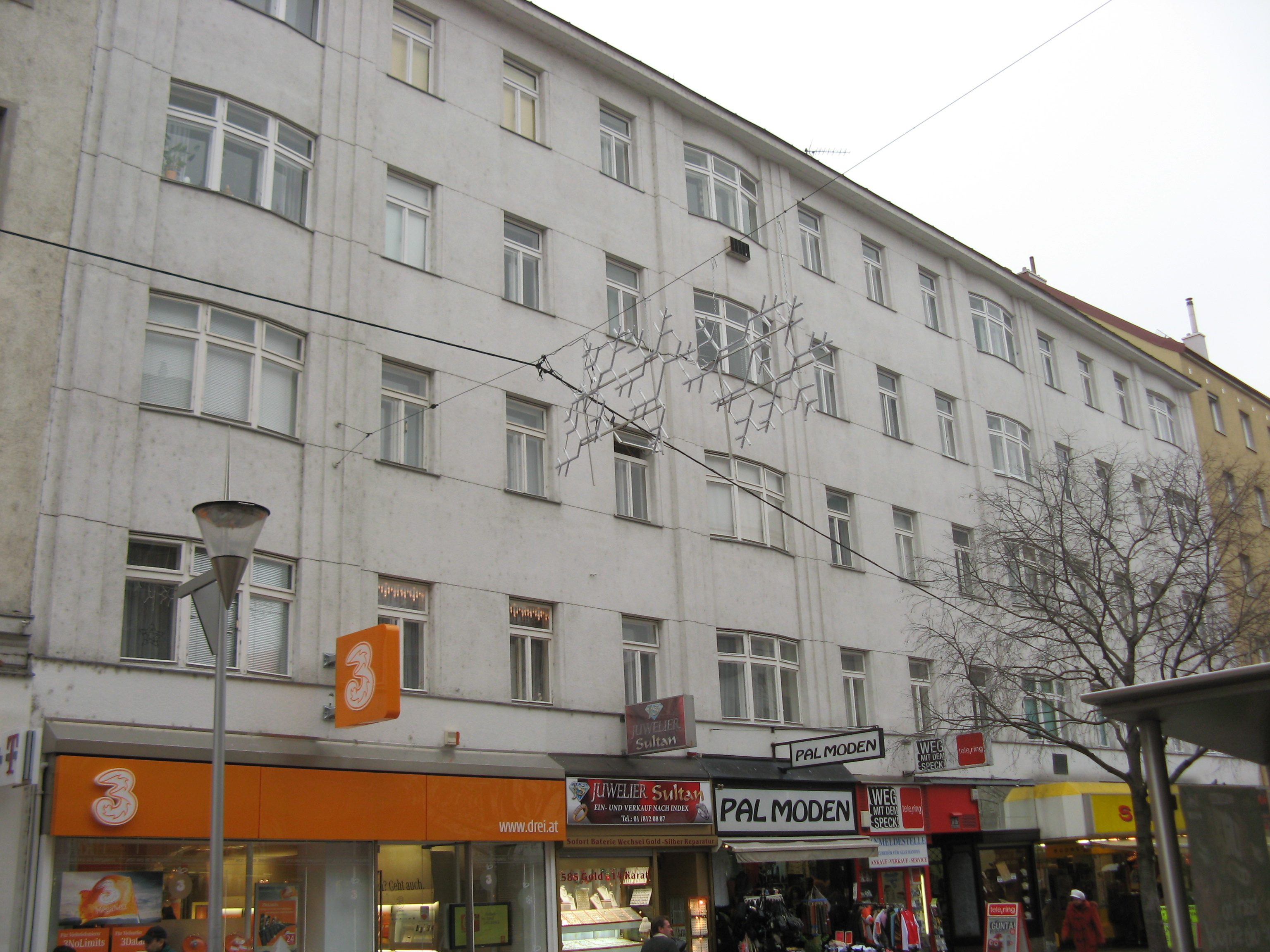
Miethaus Nr. 16–18 (1935) von Ernst Epstein

Das Haus wurde 1935 von Ernst Epstein errichtet, nachdem der „weit in den Straßenraum vorspringende“ Vorgängerbau abgerissen worden war.

### Nr. 17: Früherer Schulstandort
An Stelle des Hauses Nummer 17 befand sich das erste Schulgebäude des Ortes Meidling. Es wurde 1753 errichtet und tat seinen Dienst bis 1862.

### Nr. 19: Futterweit-Gedenktafel
Hier wurde 2008 eine Gedenktafel für Norbert Futterweit angebracht. Der jüdische Juwelier wurde am 12. Juni 1933 gemeinsam mit einem Passanten Opfer eines nationalsozialistischen Bombenanschlags auf sein Geschäft in diesem Haus.

### Nr. 26: Füchselhof
An dieser Stelle befand sich bis 1903 der kleine, niedrige Füchselhof, dessen Garten bis zur Ruckergasse reichte. Er wurde schon 1442 erwähnt, als ihn die Witwe Füchsel von Ulrich Eybesbrunner kaufte. (Familie Füchsel besaß auch den ab 1841 demolierten Füchselhof neben dem Stephansdom.) An den Hof erinnert auch die von der Hauptstraße zur Ruckergasse führende, 1902 so benannte Füchselhofgasse. Auch das Füchselhofkino auf Nr. 20 trug diesen traditionsreichen Namen.

### Nr. 79: Mosaikbilder

Dampflok Philadelphia

Mosaikbilder auf Nr. 79 Ecke Eichenstraße

Das südlichste Gebäude an der östlichen Straßenseite der Meidlinger Hauptstraße, an der Ecke zur Wilhelmstraße 70, trägt vier Mosaikbilder, die einen Tannenbaum, eine Autobahn mit Viadukt, ein liegendes Mädchen und eine Apfelernte zeigen. Außerdem ist die Lokomotive Philadelphia zu sehen, nach der die Brücke über die Südbahn benannt ist.

## Einzelhandel
Im „Einzelhandelszentralbereich“ Meidling, der vor allem durch die Meidlinger Hauptstraße gebildet wird, wurde 2004 im Vergleich seit 1970 weniger Geschäftsfläche genützt als früher. Vor allem bei Wohnungseinrichtung und Bekleidung ist das Angebot zurückgegangen. Der leer stehende Anteil an Einzelhandelsflächen ist aber mit 4,5 % gering und hat sich zudem seit 2004 (5,5 %) etwas verringert.
Durch die Eröffnung des etwa 4.500 m² großen, am südlichen Ende der Meidlinger Hauptstraße, Ecke Eichenstraße, gelegenen Einkaufszentrums „Arcade Meidling“ (unmittelbar nach Abschluss der Analyse 2004) wurde eine deutliche Aufwärtsentwicklung eingeleitet. Die Geschäftsflächen sind um 17,4 % auf 42.600 m² und die Verkaufsflächen um 14,7 % auf 32.000 m² angestiegen. Die Entwicklung von Kundenfrequenz und Umsatz ist besser als der Durchschnitt aller Geschäftsstraßen Wiens, wozu die gute Anbindung der Straße an den öffentlichen Verkehr (U-Bahn, S-Bahn, Südbahn, Straßenbahn- und Autobuslinien) beiträgt.